# Cinquième circonscription de La Réunion
La cinquième circonscription de La Réunion est l'une des sept circonscriptions législatives de l'île de La Réunion et la plus vaste d'entre elles. Dans la XVe législature, elle est représentée par Jean-Hugues Ratenon, député Rézistan's Égalité 974 élu aux élections législatives de 2017, réélu en 2022 et après la dissolution de 2024.

## Découpage

Carte de la cinquième circonscription de La Réunion de 1988 à 2012

La cinquième circonscription de La Réunion recouvre les sept cantons suivants :
| Canton                            | Commune                 |
| --------------------------------- | ----------------------- |
| Canton de Bras-Panon              | Bras-Panon              |
| Canton de La Plaine-des-Palmistes | La Plaine-des-Palmistes |
| Canton de Saint-Benoît-1          | Saint-Benoît            |
| Canton de Saint-Benoît-2          | Saint-Benoît            |
| Canton de Saint-Philippe          | Saint-Philippe          |
| Canton de Sainte-Rose             | Sainte-Rose             |
| Canton de Salazie                 | Salazie                 |

Elle comprenait également les cantons de Saint-André-1, Saint-André-2, Saint-André-3, Sainte-Marie et de Sainte-Suzanne jusqu'au redécoupage des circonscriptions législatives françaises de 2010, lequel a attribué ces cantons à la sixième circonscription de La Réunion, une nouvelle circonscription. Elle ne comportait pas, en revanche, les cantons de Saint-Philippe et de Sainte-Rose, qui étaient jusqu'alors rattachés à la quatrième circonscription de La Réunion.

## Députés
| Législature | Début de mandat | Fin de mandat | Député               | Parti politique | Observations                                                                                               |
| ----------- | --------------- | ------------- | -------------------- | --------------- | --- |
| Xe          | 2 avril 1993    | 21 avril 1997 | Jean-Paul Virapoullé | UDF             | Maire de Saint-André Mandat écourté à la suite d'une dissolution parlementaire décidée par Jacques Chirac. |
| XIe         | 12 juin 1997    | 18 juin 2002  | Claude Hoarau        | PCR             | Conseiller général de Saint-André                                                                          |
| XIIe        | 19 juin 2002    | 19 juin 2007  | Bertho Audifax       | UMP             | Maire de Saint-Benoît                                                                                      |
| XIIIe       | 20 juin 2007    | 19 juin 2012  | Jean-Claude Fruteau  | PS              | Député européen                                                                                            |
| XVe         | 21 juin 2017    | 21 juin 2022  | Jean-Hugues Ratenon  | RÉ974           | Conseiller municipal de Bras-Panon                                                                         |

## Résultats électoraux

### Élections de 1988
| Candidat       | Candidat                           | Parti           | Premier tour | Premier tour | Second tour | Second tour |  |
| Candidat       | Candidat                           | Parti           | Voix         | %            | Voix        | %           |  |
| -------------- | ---------------------------------- | --------------- | ------------ | ------------ | ----------- | ----------- |  |
|                | Jean-Paul Virapoullé sortant réélu | UDF (CDS) (URC) | 15 301       | 39,19        | 22 545      | 53,47       |  |
|                | Paul Vergès                        | PCR             | 12 139       | 31,09        | 19 616      | 46,53       |  |
|                | Jean-Claude Fruteau                | PS              | 11 322       | 29           |             |             |  |
|                | Jean-Baptiste Ponama               | Régionaliste    | 280          | 0,72         |             |             |  |
|                |                                    |                 |              |              |             |             |  |
| Inscrits       | Inscrits                           | Inscrits        | 60 045       | 100,00       | 60 043      | 100,00      |  |
| Abstentions    | Abstentions                        | Abstentions     | 20 379       | 33,94        | 16 612      | 27,67       |  |
| Votants        | Votants                            | Votants         | 39 666       | 66,06        | 43 431      | 72,33       |  |
| Blancs et nuls | Blancs et nuls                     | Blancs et nuls  | 624          | 1,57         | 1 270       | 2,92        |  |
| Exprimés       | Exprimés                           | Exprimés        | 39 042       | 98,43        | 42 161      | 97,08       |  |

Le suppléant de Jean-Paul Virapoullé était Marco-Luc Boyer, RPR, enseignant, maire de La Plaine-des-Palmistes.

### Élections de 1993
| Candidat       | Candidat                           | Parti                      | Premier tour | Premier tour | Second tour | Second tour |  |
| Candidat       | Candidat                           | Parti                      | Voix         | %            | Voix        | %           |  |
| -------------- | ---------------------------------- | -------------------------- | ------------ | ------------ | ----------- | ----------- |  |
|                | Jean-Paul Virapoullé sortant réélu | UDF (CDS)                  | 17 400       | 42,63        | 23 876      | 51,47       |  |
|                | Camille Sudre                      | Divers gauche (Maj. prés.) | 15 863       | 38,87        | 22 509      | 48,53       |  |
|                | Jean-Claude Fruteau                | PS (ADFP)                  | 5 959        | 14,60        |             |             |  |
|                | Jean-Hugues Poynin                 | Les Verts (EÉ)             | 609          | 1,49         |             |             |  |
|                | Jean-Marc Venner                   | FN                         | 413          | 1,01         |             |             |  |
|                | Marie-France Paris                 | PLN                        | 336          | 0,82         |             |             |  |
|                | Michel Réale                       | Régionaliste               | 233          | 0,57         |             |             |  |
|                |                                    |                            |              |              |             |             |  |
| Inscrits       | Inscrits                           | Inscrits                   | 66 642       | 100,00       | 66 647      | 100,00      |  |
| Abstentions    | Abstentions                        | Abstentions                | 24 337       | 36,52        | 18 729      | 28,1        |  |
| Votants        | Votants                            | Votants                    | 42 305       | 63,48        | 47 918      | 71,9        |  |
| Blancs et nuls | Blancs et nuls                     | Blancs et nuls             | 1 492        | 3,53         | 1 533       | 3,2         |  |
| Exprimés       | Exprimés                           | Exprimés                   | 40 813       | 96,47        | 46 385      | 96,8        |  |

### Élections de 1997
| Candidat       | Candidat                     | Parti          | Premier tour | Premier tour | Second tour | Second tour |  |
| Candidat       | Candidat                     | Parti          | Voix         | %            | Voix        | %           |  |
| -------------- | ---------------------------- | -------------- | ------------ | ------------ | ----------- | ----------- |  |
|                | Jean-Paul Virapoullé sortant | UDF (FD)       | 17 388       | 46,71        | 22 859      | 46,58       |  |
|                | Claude Hoarau élu            | PCR (PS)       | 17 051       | 45,81        | 26 216      | 53,42       |  |
|                | Jean-Yves Payet              | LO             | 1 181        | 3,17         |             |             |  |
|                | Marie-France Paris           | PLN            | 885          | 2,38         |             |             |  |
|                | Jean-Marc Venner             | FN             | 720          | 1,93         |             |             |  |
|                |                              |                |              |              |             |             |  |
| Inscrits       | Inscrits                     | Inscrits       | 72 274       | 100,00       | 72 288      | 100,00      |  |
| Abstentions    | Abstentions                  | Abstentions    | 32 332       | 44,74        | 20 859      | 28,86       |  |
| Votants        | Votants                      | Votants        | 39 942       | 55,26        | 51 429      | 71,14       |  |
| Blancs et nuls | Blancs et nuls               | Blancs et nuls | 2 717        | 6,8          | 2 354       | 4,58        |  |
| Exprimés       | Exprimés                     | Exprimés       | 37 225       | 93,2         | 49 075      | 95,42       |  |

Le suppléant de Claude Hoarau était Younousse Issa, PS, adjoint au maire de Saint-Benoît.

### Élections de 2002
| Candidat       | Candidat              | Parti          | Premier tour | Premier tour | Second tour | Second tour |  |
| Candidat       | Candidat              | Parti          | Voix         | %            | Voix        | %           |  |
| -------------- | --------------------- | -------------- | ------------ | ------------ | ----------- | ----------- |  |
|                | Claude Hoarau sortant | PCR (PS)       | 15 231       | 36,29        | 23 154      | 47,72       |  |
|                | Bertho Audifax élu    | UMP (UDF)      | 13 220       | 31,5         | 25 368      | 52,28       |  |
|                | Jean-Louis Lagourgue  | Divers droite  | 5 144        | 12,26        |             |             |  |
|                | Nadia Ramassamy       | Divers droite  | 4 305        | 10,26        |             |             |  |
|                | Axel Kichenin         | Divers gauche  | 1 302        | 3,1          |             |             |  |
|                | Sully Andoche         | FN             | 683          | 1,63         |             |             |  |
|                | Éric Delorme          | Divers gauche  | 631          | 1,5          |             |             |  |
|                | Marie-Rose Severin    | Les Verts      | 520          | 1,24         |             |             |  |
|                | Jean-Yves Payet       | LO             | 478          | 1,14         |             |             |  |
|                | Jean-Georges Gamin    | Divers         | 179          | 0,43         |             |             |  |
|                | Évelyne Toulotte      | MNR            | 177          | 0,42         |             |             |  |
|                | Félix Clain           | Régionaliste   | 100          | 0,24         |             |             |  |
|                |                       |                |              |              |             |             |  |
| Inscrits       | Inscrits              | Inscrits       | 87 107       | 100,00       | 87 104      | 100,00      |  |
| Abstentions    | Abstentions           | Abstentions    | 43 283       | 49,69        | 36 295      | 41,67       |  |
| Votants        | Votants               | Votants        | 43 824       | 50,31        | 50 809      | 58,33       |  |
| Blancs et nuls | Blancs et nuls        | Blancs et nuls | 1 854        | 4,23         | 2 287       | 4,5         |  |
| Exprimés       | Exprimés              | Exprimés       | 41 970       | 95,77        | 48 522      | 95,5        |  |

Le suppléant de Bertho Audifax était Stéphane Fouassin, UDF, médecin généraliste, maire de Salazie, conseiller général du canton de Salazie.

### Élections de 2007
| Candidat       | Candidat                | Parti          | Premier tour | Premier tour | Second tour | Second tour |  |
| Candidat       | Candidat                | Parti          | Voix         | %            | Voix        | %           |  |
| -------------- | ----------------------- | -------------- | ------------ | ------------ | ----------- | ----------- |  |
|                | Jean-Claude Fruteau élu | PS             | 14 001       | 32,49        | 33 543      | 59,95       |  |
|                | Bertho Audifax sortant  | UMP            | 13 486       | 31,29        | 22 405      | 40,05       |  |
|                | Pierre Vergès           | PCR            | 9 211        | 21,37        |             |             |  |
|                | Patrick Savatier        | Divers gauche  | 1 302        | 3,02         |             |             |  |
|                | Henri Calicharane       | UDF–MoDem      | 1 161        | 2,69         |             |             |  |
|                | Denise Delorme          | Divers gauche  | 1 145        | 2,66         |             |             |  |
|                | Marie-Rose Severin      | Les Verts      | 807          | 1,87         |             |             |  |
|                | Jean-Yves Payet         | LO             | 529          | 1,23         |             |             |  |
|                | Sabine Montrouge        | Divers         | 472          | 1,1          |             |             |  |
|                | Luders Sevamy           | Divers         | 246          | 0,57         |             |             |  |
|                | Jean Adaman             | Divers         | 176          | 0,41         |             |             |  |
|                | Alix Florusse           | PRG            | 175          | 0,41         |             |             |  |
|                | Jean-Claude Barret      | Divers         | 129          | 0,3          |             |             |  |
|                | Christophe Pigeon       | Divers         | 102          | 0,24         |             |             |  |
|                | Michael André           | Divers         | 77           | 0,18         |             |             |  |
|                | Marius Françoise        | Divers gauche  | 75           | 0,17         |             |             |  |
|                |                         |                |              |              |             |             |  |
| Inscrits       | Inscrits                | Inscrits       | 100 258      | 100,00       | 100 198     | 100,00      |  |
| Abstentions    | Abstentions             | Abstentions    | 54 716       | 54,58        | 41 289      | 41,21       |  |
| Votants        | Votants                 | Votants        | 45 542       | 45,42        | 58 909      | 58,79       |  |
| Blancs et nuls | Blancs et nuls          | Blancs et nuls | 2 448        | 5,38         | 2 961       | 5,03        |  |
| Exprimés       | Exprimés                | Exprimés       | 43 094       | 94,62        | 55 948      | 94,97       |  |

### Élections de 2012
| Candidat       | Candidat                          | Parti          | Premier tour | Premier tour | Second tour | Second tour |  |
| Candidat       | Candidat                          | Parti          | Voix         | %            | Voix        | %           |  |
| -------------- | --------------------------------- | -------------- | ------------ | ------------ | ----------- | ----------- |  |
|                | Jean-Claude Fruteau sortant réélu | PS             | 12 964       | 43,07        | 22 854      | 67,74       |  |
|                | Stéphane Fouassin                 | NC             | 5 961        | 19,80        | 10 886      | 32,26       |  |
|                | Éric Fruteau                      | PCR            | 5 375        | 17,86        |             |             |  |
|                | Jean-Hugues Ratenon               | diss. PCR      | 3 775        | 12,54        |             |             |  |
|                | Joseph Damour                     | FN             | 772          | 2,56         |             |             |  |
|                | Jean-Yves Payet                   | LO             | 318          | 1,06         |             |             |  |
|                | Guylaine Clain                    | EÉLV           | 314          | 1,04         |             |             |  |
|                | Priscilla Damour                  | Divers gauche  | 232          | 0,77         |             |             |  |
|                | Michel Allamèle                   | Divers droite  | 203          | 0,67         |             |             |  |
|                | Farida Tandrayen                  | MoDem          | 186          | 0,62         |             |             |  |
|                |                                   |                |              |              |             |             |  |
| Inscrits       | Inscrits                          | Inscrits       | 75 802       | 100,00       | 75 798      | 100,00      |  |
| Abstentions    | Abstentions                       | Abstentions    | 44 206       | 58,32        | 39 569      | 52,2        |  |
| Votants        | Votants                           | Votants        | 31 596       | 41,68        | 36 229      | 47,8        |  |
| Blancs et nuls | Blancs et nuls                    | Blancs et nuls | 1 496        | 4,73         | 2 489       | 6,87        |  |
| Exprimés       | Exprimés                          | Exprimés       | 30 100       | 95,27        | 33 740      | 93,13       |  |

### Élections de 2017
|                                                                             |                                                                                  |                           |                           |                          |                          |
|                                                                             |                                                                                  | Premier tour 11 juin 2017 | Premier tour 11 juin 2017 | Second tour 18 juin 2017 | Second tour 18 juin 2017 |
|                                                                             |                                                                                  |                           |                           |                          |                          |
|                                                                             |                                                                                  | Nombre                    | % des inscrits            | Nombre                   | % des inscrits           |
| Inscrits                                                                    | Inscrits                                                                         | 83 173                    | 100,00                    | 83 173                   | 100,00                   |
| Abstentions                                                                 | Abstentions                                                                      | 58 325                    | 70,12                     | 53 807                   | 64,69                    |
| Votants                                                                     | Votants                                                                          | 24 848                    | 29,88                     | 29 366                   | 35,31                    |
|                                                                             |                                                                                  |                           | % des votants             |                          | % des votants            |
| Bulletins blancs                                                            | Bulletins blancs                                                                 | 991                       | 3,99                      | 1 167                    | 3,97                     |
| Bulletins nuls                                                              | Bulletins nuls                                                                   | 1 150                     | 4,63                      | 1 616                    | 5,50                     |
| Suffrages exprimés                                                          | Suffrages exprimés                                                               | 22 707                    | 91,38                     | 26 583                   | 90,52                    |
|                                                                             |                                                                                  |                           |                           |                          |                          |
| Candidat Étiquette politique (partis et alliances)                          | Candidat Étiquette politique (partis et alliances)                               | Voix                      | % des exprimés            | Voix                     | % des exprimés           |
|                                                                             |                                                                                  |                           |                           |                          |                          |
|                                                                             | Daniel Gonthier Les Républicains                                                 | 6 927                     | 30,51                     | 12 527                   | 47,12                    |
|                                                                             | Jean-Hugues Ratenon Divers gauche (Rézistan's Égalité 974 - La France insoumise) | 3 947                     | 17,38                     | 14 056                   | 52,88                    |
|                                                                             | Léopoldine Settama-Vidon La République en marche                                 | 3 614                     | 15,92                     |                          |                          |
|                                                                             | Philippe Le Constant Parti socialiste                                            | 2 816                     | 12,40                     |                          |                          |
|                                                                             | Jean-Luc Julie Divers droite (Nouvelle Donne)                                    | 1 629                     | 7,17                      |                          |                          |
|                                                                             | Marie-Luce Brasier-Clain Front national                                          | 1 344                     | 5,92                      |                          |                          |
|                                                                             | Alicia Hayano Divers droite                                                      | 608                       | 2,68                      |                          |                          |
|                                                                             | Jean-Yves Payet Lutte ouvrière                                                   | 561                       | 2,47                      |                          |                          |
|                                                                             | Magaly Bassonville Divers                                                        | 439                       | 1,93                      |                          |                          |
|                                                                             | Fabien Dijoux Divers (Union populaire républicaine)                              | 334                       | 1,47                      |                          |                          |
|                                                                             | Willy Tarkin Divers gauche                                                       | 250                       | 1,10                      |                          |                          |
|                                                                             | Jean-Paul Hoareau Divers                                                         | 238                       | 1,05                      |                          |                          |
| Source : Ministère de l'Intérieur - Cinquième circonscription de La Réunion |                                                                                  |                           |                           |                          |                          |

### Élections de 2022
| Résultats des élections législatives des 12 et 19 juin 2022 de la 5e circonscription de la Réunion |                          |                          |                          |              |              |             |             |
| Candidat                                                                                           | Candidat                 | Parti                    | Nuance                   | Premier tour | Premier tour | Second tour | Second tour |
| Candidat                                                                                           | Candidat                 | Parti                    | Nuance                   | Voix         | %            | Voix        | %           |
| | Jean-Hugues Ratenon      | RÉ974 (NUPES)            | DVG                      | 9 344        | 36,38        | 17 748      | 62,81       |
| | Ridwane Issa             | B                        | DVG                      | 4 286        | 16,69        | 10 510      | 37,19       |
| | Stéphane Fouassin        | UDI (UDC)                | UDI                      | 3 754        | 14,62        |             |             |
| | Laurent Virapoullé       | LREM (ENS)               | ENS                      | 3 425        | 13,34        |             |             |
| | Marie-Luce Brasier-Clain | RN                       | RN                       | 2 314        | 9,01         |             |             |
| | Léopoldine Settama-Vidon | SE                       | DVC                      | 1 197        | 4,66         |             |             |
| | Jean-Yves Payet          | LO                       | DXG                      | 709          | 2,76         |             |             |
| | Didier Gauvin            | PCR                      | DVG                      | 388          | 1,51         |             |             |
| | Martine Dijoux           | LP (UPF)                 | DSV                      | 267          | 1,04         |             |             |
| Votes valides                                                                                      | Votes valides            | Votes valides            | Votes valides            | 25 684       | 94,99        | 28 258      | 92,80       |
| Votes blancs                                                                                       | Votes blancs             | Votes blancs             | Votes blancs             | 596          | 2,20         | 923         | 3,03        |
| Votes nuls                                                                                         | Votes nuls               | Votes nuls               | Votes nuls               | 760          | 2,81         | 1 269       | 4,17        |
| Total                                                                                              | Total                    | Total                    | Total                    | 27 040       | 100          | 30 450      | 100         |
| Abstention                                                                                         | Abstention               | Abstention               | Abstention               | 60 657       | 69,17        | 57 253      | 65,28       |
| Inscrits / participation                                                                           | Inscrits / participation | Inscrits / participation | Inscrits / participation | 87 697       | 30,83        | 87 703      | 34,72       |

### Élections de 2024
| Candidat                 | Candidat                    | Parti et coalition       | Nuance                   | Premier tour | Premier tour | Second tour | Second tour |
| Candidat                 | Candidat                    | Parti et coalition       | Nuance                   | Voix         | %            | Voix        | %           |
| ------------------------ | --------------------------- | ------------------------ | ------------------------ | ------------ | ------------ | ----------- | ----------- |
|                          | Jean-Hugues Ratenon         | LFI - RÉ974 (NFP)        | DVG                      | 11 536       | 33,18        | 20 285      | 53,75       |
|                          | Joan Doro                   | RN                       | RN                       | 10 456       | 30,07        | 17 456      | 46,25       |
|                          | Anne Chane-Kaye-Bone,       | Banian (NFP)             | DVG                      | 5 757        | 16,56        |             |             |
|                          | Léopoldine Setama-Vidon     | SE                       | DVC                      | 3 655        | 10,51        |             |             |
|                          | Jean-Yves Payet             | LO                       | EXG                      | 989          | 2,84         |             |             |
|                          | Jérémy Laup                 | SE                       | DIV                      | 800          | 2,30         |             |             |
|                          | Alexandrine Duchemane Araye | SE                       | DVG                      | 443          | 1,27         |             |             |
|                          | Jean-Dominique Ramassamy    | SE                       | DVD                      | 413          | 1,19         |             |             |
|                          | Dominique Sautron           | REC                      | REC                      | 300          | 0,86         |             |             |
|                          | Lydia Picard                | LDF                      | DIV                      | 287          | 0,83         |             |             |
|                          | Jean-Paul Limbé,            | FL                       | DIV                      | 132          | 0,38         |             |             |
|                          |                             |                          |                          |              |              |             |             |
| Votes valides            | Votes valides               | Votes valides            | Votes valides            | 34 768       | 94,25        | 37 741      | 93,02       |
| Votes blancs             | Votes blancs                | Votes blancs             | Votes blancs             | 955          | 2,59         | 1 252       | 3,09        |
| Votes nuls               | Votes nuls                  | Votes nuls               | Votes nuls               | 1 168        | 3,17         | 1 582       | 3,90        |
| Total                    | Total                       | Total                    | Total                    | 36 891       | 100          | 40 575      | 100         |
| Abstention               | Abstention                  | Abstention               | Abstention               | 53 745       | 59,30        | 50 099      | 55,25       |
| Inscrits / participation | Inscrits / participation    | Inscrits / participation | Inscrits / participation | 90 636       | 40,70        | 90 674      | 44,75       |